# Иванов-Козельский, Митрофан Трофимович
Митрофан Трофимович Ива́нов-Козе́льский (или просто Козельский; 1850—1898) — российский актёр.
Родился в Киевской губернии в крестьянской семье, работал военным писарем. Дебютировал в 1870 г. в Житомире, в Москве, в Народном театре, затем служил в провинции. Согласно биографическому очерку В. Дорошевича, сам Козельский так описывал свои первые шаги на сцене:

В первый же сезон я приготовил две-три рольки в водевилях; когда на следующий сезон мне предложили тридцать рублей в месяц, я сказал: «Я возьму пятнадцать, но дайте мне сыграть такие-то роли». Антрепренёр, конечно, с удовольствием согласился на просьбу чудака. Благодаря сыгранным ролям, я выдвинулся. На следующий сезон уже предложили пятьдесят рублей. Тогда я попросил двадцать пять и позволения сыграть несколько ролей побольше, которые успел приготовить за зиму. Так я покупал себе роли и пробивался вперёд.

Значительное влияние на формирование Иванова-Козельского оказало знакомство с актёрским мастерством Томмазо Сальвини, которого он видел во время гастролей последнего в Одессе.
С начала 1880-х начались гастроли Иванова-Козельского, давшие ему громкую известность не только в провинции, но и в столицах. Был приглашён антрепренёршой мадам Бренко в один из первых в Москве частных театров «Театр близ памятника Пушкина».
Лучшей ролью Иванова-Козельского считалась роль Гамлета, к которой сам актёр относился с особой ответственностью (он, в частности, самостоятельно составил текст роли, выбрав наиболее выразительные места из различных переводов Шекспира). Другие важные роли в его репертуаре — Отелло, Чацкий, Кин («Кин, или Гений и беспутство» А. Дюма) и Коррадо («Семья преступника» П. Джакометти).
В 1894 году оставил сцену из-за серьёзной нервной болезни.